# Janowski
Janowski là một huyện thuộc tỉnh Lubelskie của Ba Lan. Huyện có diện tích 875 km². Đến ngày 1 tháng 1 năm 2011, dân số của huyện là 46960 người và mật độ 54 người/km².